# Jeffrey Ivan Gordon
Jeffrey Ivan Gordon (1947) é um microbiólogo estadunidense, professor da Universidade Washington em St. Louis.

## Vida
Gordon obteve em 1969 no Oberlin College um bacharelato em biologia e em 1973 na Universidade de Chicago um M.D.. Em seguida trabalhou como médico residente no Barnes Hospital em St. Louis, Missouri, antes de trabalhar como assistente de pesquisas em 1975 no Laboratório de Bioquímica do National Cancer Institute (NCI), uma agência dos Institutos Nacionais da Saúde (National Institutes of Health - NIH). Em 1978/1979 foi médico assistente no Barnes Hospital (Senior Assistant Resident) e no John Cochran VA Hospital (Chief Medical Resident) em St. Louis, sendo em 1979 docente (Fellow) na Faculdade de Medicina da Universidade Washington em St. Louis.
Em 1981 Gordon tornou-se Professor Assistente da Universidade Washington em St. Louis, em 1985 foi Professor Associado e em 1987 Professor Pleno. De 1991 a 2004 foi chefe da seção de biologia molecular e farmacologia, de 1994 a 2003 foi chefe do Departamento de Biologia e Ciências Biomédicas. Desde 2004 é diretor do Instituto de Ciência do Genoma e Biologia Sistêmica, e desde 2008 é catedrático de patologia e imunilogia.

## Obra
Gordon é um pioneiro em estudos interdisciplinares do microbioma humano, em especial do intestino. 

## Condecorações e associações científicas
- 2001 - Membro da Academia Nacional de Ciências dos Estados Unidos[1]
- 2004 - Membro da Academia de Artes e Ciências dos Estados Unidos[2]
- 2013 - Prêmio Selman A. Waksman de Microbiologia[3]
- 2013 - Prêmio Robert Koch[4]
- 2014 - Prêmio Passano
- 2014 - Membro da American Philosophical Society[5]
- 2014 - Prêmio Dickson de Medicina[6]